# Ramphastos brevis
El tucán del Chocó (Ramphastos brevis) es una especie de ave piciforme de la familia Ramphastidae que habita en los bosques húmedos de la región del Pacífico al sur
oriente de Panamá, occidente de Colombia y noroccidente de Ecuador, en tierras bajas, hasta los 1000 m s. n. m.
Mide de 46 a 48 cm de longitud y pesa entre 365 y 482 g. Su plumaje es predominantemente negro, con un babero blanco o a crema o amarillo y base de la cola blanca en la parte superior y roja en la inferior. La piel de alrededor del ojo es de amarilla verdosa a verde oliva; el iris verde con tinge amarillo a gris. El pico tiene una banda superior delantera crema a amarilla y otra negruzca inferior y en la base. 
Se alimentan de frutos, hormigas y otros insectos y animales pequeños.
La hembra pone de 3 a 4 huevos blancos que son incubados por 16 días. Los polluelos permanecen con los padres entre 45 y 50 días.